# Liam Pitchford
Liam Pitchford (ur. 12 lipca 1993 w Chesterfield) – angielski tenisista stołowy, brązowy medalista mistrzostw świata, czterokrotny olimpijczyk (2012, 2016, 2020 i 2024).

## Życie prywatne
Urodził się i mieszka w Chesterfield.

## Udział w zawodach międzynarodowych
| Impreza            | Rok            | Miejsce           | Konkurencja       | Partner(ka)    | Wynik        |                      |      |        |                   |   |             |
| ------------------ | -------------- | ----------------- | ----------------- | -------------- | ------------ | -------------------- | ---- | ------ | ----------------- | - | ----------- |
| Impreza            | Rok            | Miejsce           | Konkurencja       | Partner(ka)    | Wynik        | Igrzyska olimpijskie | 2012 | Londyn | turniej drużynowy | — | 1/16 finału |
| 2016               | Rio de Janeiro | singel            | —                 | 1/32 finału    |              | Igrzyska olimpijskie |      |        |                   |   |             |
| 2016               | Rio de Janeiro | turniej drużynowy | —                 | 1/8 finału     |              | Igrzyska olimpijskie |      |        |                   |   |             |
| 2020               | Tokio          | singel            | —                 | 1/32 finału    |              | Igrzyska olimpijskie |      |        |                   |   |             |
| 2024               | Paryż          | singel            | —                 | 1/32 finału    |              | Igrzyska olimpijskie |      |        |                   |   |             |
| Mistrzostwa świata | 2011           | Rotterdam         | singel            | —              | 1/128 finału |                      |      |        |                   |   |             |
| Mistrzostwa świata | 2013           | Paryż             | singel            | —              | 1/128 finału |                      |      |        |                   |   |             |
| Mistrzostwa świata | 2013           | Paryż             | gra podwójna      | b.d.           | 1/64 finału  |                      |      |        |                   |   |             |
| Mistrzostwa świata | 2015           | Suzhou            | singel            | —              | 1/32 finału  |                      |      |        |                   |   |             |
| Mistrzostwa świata | 2015           | Suzhou            | gra podwójna      | Paul Drinkhall | 1/64 finału  |                      |      |        |                   |   |             |
| Mistrzostwa świata | 2016           | Kuala Lumpur      | turniej drużynowy | —              | 03 !         |                      |      |        |                   |   |             |
| Mistrzostwa świata | 2017           | Duesseldorf       | singel            | —              | 1/128 finału |                      |      |        |                   |   |             |
| Mistrzostwa świata | 2017           | Duesseldorf       | gra podwójna      | Paul Drinkhall | 1/64 finału  |                      |      |        |                   |   |             |
| Mistrzostwa świata | 2018           | Halmstad          | turniej drużynowy | —              | 1/8 finału   |                      |      |        |                   |   |             |
| Mistrzostwa świata | 2019           | Budapest          | singel            | —              | 1/64 finału  |                      |      |        |                   |   |             |
| Mistrzostwa świata | 2019           | Budapest          | gra podwójna      | Jonathan Groth | 1/16 finału  |                      |      |        |                   |   |             |
| Mistrzostwa świata | 2021           | Houston           | singel            | —              | 1/16 finału  |                      |      |        |                   |   |             |
| Mistrzostwa świata | 2021           | Houston           | gra podwójna      | Paul Drinkhall | 1/8 finału   |                      |      |        |                   |   |             |
| Mistrzostwa świata | 2022           | Chengdu           | turniej drużynowy | —              | 1/16 finału  |                      |      |        |                   |   |             |
| Mistrzostwa świata | 2023           | Durban            | singel            | —              | 1/128 finału |                      |      |        |                   |   |             |
| Mistrzostwa świata | 2023           | Durban            | gra podwójna      | Paul Drinkhall | 1/8 finału   |                      |      |        |                   |   |             |
| Mistrzostwa świata | 2023           | Durban            | gra mieszana      | Tin-Tin Ho     | 1/64 finału  |                      |      |        |                   |   |             |